# Stéphane Sénéchal
 (juillet 2024).
L'article doit être relu — et modifié si nécessaire — par des contributeurs indépendants pour apporter un regard critique aux contributions effectuées en violation des conditions d'utilisation de Wikipédia, tant sur la forme (notamment concernant le style encyclopédique, la proportionnalité) que sur le fond (la neutralité de point de vue, la qualité et l'indépendance des sources).
 (juin 2020).
Pour les articles homonymes, voir Sénéchal (homonymie).
Répertoire
Opéra / Chansons internationales
Stéphane Sénéchal (nom de naissance : Stéphane Malbec-Garcia), né à Saint-Denis (Seine-Saint-Denis), est un ténor français, spécialisé dans le répertoire lyrique de l'opéra, l'opérette et la mélodie française. Il a également été metteur en scène et directeur associatif. En 2010, il prend le patronyme de son mentor Michel Sénéchal avec l'accord de ce dernier,.

## Biographie
Après un parcours universitaire en Sciences Sociales (Maîtrise de géographie / Science Politique, Bordeaux) puis à l’Ecole doctorale de géopolitique de Paris 8 (Yves Lacoste), Stéphane Sénéchal suit les cours de théâtre au Cours Florent, perfectionne le piano, le chant et la Culture Lyrique au conservatoire à rayonnement régional de Bordeaux ( Classe de Roland Mancini ) . Il est l'élève de Paulette Simard, Jocelyne Taillon, Mady Mesple, Gabriel Bacquier et Camille Maurane mais c'est sa rencontre avec le ténor Michel Sénéchal qui le présente à Régine Crespin et Montserrat Caballé, qui détermine sa vocation d'artiste lyrique,,,.
Boursier du Cercle international Richard Wagner en 2002, il présente un récital à Bayreuth, puis remporte très vite de nombreux prix dans des concours internationaux de chant dont le 1er prix du Concours européen des jeunes solistes en 2002 à Luxembourg ; le 1er prix du Concours international de chant de Vivonne en 2004 ; le 1er prix d'Opéra, d'Opérette et du Public au concours des Amis du Grand Théâtre de Bordeaux en 2005 ; le prix Fauré du Concours international de mélodies françaises de Toulouse en 2007 et le prix Elly Ameling au Concours Francis Poulenc de New York en mai 2013. 
Pierre Jourdan, alors directeur du Théâtre Impérial de Compiègne, lui propose plusieurs rôles dans ses mises en scène : Les Caprices de Marianne d'Henri Sauguet dans le rôle de Cœlio, Haydée ou le Secret de Daniel-François-Esprit Auber dans le rôle de Domenico, Djamileh et L'Arlésienne de Georges Bizet, ainsi que Charles VI de Jacques-Fromental Halévy.
Il joue également le rôle principal du spectacle Quoi de neuf Monsieur Mozart ? au Théâtre national de l'Opéra-Comique de Paris, puis interprète Oronte dans Alcina de Georg Friedrich Haendel dans la production d'Aix-en-Provence dirigée par Jean-Christophe Spinosi, Ottavio dans le Don Juan de Mozart, Belmonte de L'Enlèvement au Sérail de Mozart, Fenton dans Falstaff et Oronte dans Les Lombards de Verdi (Festival international d'Erfurt, de Saint-Céré...), et divers autres premiers rôles tels que Zéphoris dans Si j'étais Roi d'Adolphe Adam à l'Odéon de Marseille, Nadir (Les pêcheurs de perles) et Gérald (Lakmé) dans de nombreuses productions internationales en Europe dont à l'Opéra de Sofia, festival de Paphos en septembre 2009.
A l'occasion de son interprétation du rôle de Florestan dans Un mari à la porte de Jacques Offenbach, opérette interprétée avec l'Orchestre philharmonique royal de Liverpool sous la direction de Vasily Petrenko en 2008,,  un CD est édité et reçoit en 2012 le grand prix de la BBC. Fin 2013, il enregistre un CD des  "grands airs du répertoire" français et italiens et début 2014. 
Il participe également à la création d'œuvres récentes : en 2004, Les Rois de Philippe Fénelon à l'Opéra de Bordeaux et en 2013, Un Rêve de carnaval de Thierry Pécou à l'Opéra de Reims.
La presse internationale saluant son geste solidaire, il se fait remarquer et acquiert une notoriété mondiale pendant l'épidémie de Covid-19 en chantant à sa fenêtre chaque jour,,,,,,,,,,,,.  Il crée l'expression devenue virale sur le net « Un Peuple qui chante est un peuple debout »,,,.
Les classements médiatiques de l'année 2020 parmi lesquels ceux de CNN, ABC News, World News, AP News, The Star, The San Francisco Chronicle et Le Parisien, le classent dans les personnalités et photos marquantes de l'année 2020,,,,,,,
Stéphane Sénéchal est élevé, le 12 mai 2021, au grade de Chevalier des Arts et des Lettres de la République Française.